# Gruta de San Pedro Mártir (Guatemala)
La gruta de San Pedro Mártir se encuentra en el poblado del mismo nombre, en un paraje situado al pie de la montaña El Peñón, a pocos kilómetros al noreste de la ciudad de Escuintla, en el departamento del mismo nombre en la República de Guatemala. Este lugar combina la existencia de una gruta natural con una cascada de casi 6.5 metros de alto formada por el río Michatoya. La caverna es de origen volcánico y es una de las pocas de su género en Guatemala. Consta de una amplia bóveda en forma de concha que posee varias grietas. La cascada consta de cuatro saltos de agua separados por rocas cubiertas de vegetación. Es de fácil acceso, en donde además de pasear, se pueden tomar refrescantes baños.

## Historia

### Época colonial
La copia del título N.º 158 de fundación de San Cristóbal Palín y de San Pedro Mártir del Valle, de fecha febrero de 1751 indica que habiéndose extraviado en Amatitlán el documento original de fundación, se hizo necesario realizar una nueva copia y remedición de las tierras. La copia del título N.°158 dice textualmente: 
| Juan Antonio del Bosque, Juez Subdelegado de tierras, los testigos de asistencia Manuel Gonzáles y Miguel Cirilo peritos nombrados, Josef de Anís, defensor; Antonio Cirilo de la Concha, Diego García y Manuel Caracas, además: Cristóbal Sol, Alcalde de Primero Voto; Bernabé Supe, Alcalde y Escribano; Juan Son, Gaspar Chacón, Nicolás Marqués, Gaspar Saguache, Agustín Saguache, Agustín Quispal, Matías Antonio y otros naturales y principales de este pueblo. Adjudícase a los naturales de San Cristóbal Palín y San Pedro Mártir del Valle de esta ciudad de las doscientas ocho caballerías de tierra contenidas en estos autos, setenta y dos para sus ejidos, labranzas y siembras que hacen dos leguas en cuadro de a cinco mil varas castellanas que se compone cada legua de treinta y seis caballerías y cada caballería de veintidós cuerdas, treinta y seis varas y media de largo y su mitad de ancho, habiendo componer con su Majestad dichos naturales de las ciento treinta y seis caballerías restantes a razón de siete tostones por cada caballería que es le mitad de su verdadero precio. Ordeno y mando al Alcalde Mayor de dichas tierras, para sus montes, aguas pastos, nacederos, de ellas ni parte alguna pueda ser desprendido sin antes ser primero oídos por fuero y derecho vencidos. Y así se guarde y cumpla sin hacer en contrario con ningún pretexto. 16 de marzo de 1793. —Francisco Robledo, por mandato de su señoría, Ignacio Guerra. Es copia de su original.» |

### Tras la Independencia de Centroamérica
La constitución del Estado de Guatemala promulgada el 11 de octubre de 1825 tras la Independencia de Centroamérica en 1821, estableció los circuitos para la administración de justicia en el territorio del Estado y menciona que el poblado de San Pedro Mártir era parte del Circuito de Escuintla en el Distrito N.º 2 del mismo nombre, junto con Escuintla, Palín, Chahuite, Masagua, Guanagazapa, los dos Mixtanes, Don García, Tecuaco, La Gomera, Chipilapa, Siquinalá y Cotzumalguapa.

## Turismo
La Gruta de San Pedro Mártir ha sido uno de los paseos preferidos por los vacacionistas en Guatemala desde la época colonial, debido a su ubicación estratégica cercana a Amatitlán, Antigua Guatemala y la Ciudad de Guatemala.  Antiguamente era visitada a pie o a caballo por el camino que se utilizaba para dirigirse del Puerto San José a la Ciudad de Guatemala, cuando todavía no se había construido el Ferrocarril del Sur. Al norte de la aldea de San Pedro, en donde se encuentra la gruta, se encuentran los volcanes de Agua, de Fuego y Acatenango, mientras que al este se ubica el Volcán de Pacaya.
La revista oficial La Locomotora del gobierno del licenciado Manuel Estrada Cabrera publicó en 1907 la siguiente descripción científica de la Gruta: «Hace siglos, en su principio, debe haber sido esta gruta una caverna o cavidad subterránea, de esas tantas otras que existen en la naturaleza, uno de esos grandes poros, cuyo origen debe datar desde el enfriamiento de la tierra.  Quiso la casualidad que pasase exactamente encima de ella una corriente de agua.  Esta, con el tiempo, debe haber ido cavando la parte superior de la gruta en donde más cargaba, quitándole así un parte de delante y de un lado, hasta que se encontró con la pared anterior de ella.»